# 14 juin dans les chemins de fer
14 mai 14 juillet
Chronologies thématiques
- Croisades
- Sports
- Disney

Cette page concerne les événements qui se sont déroulés un 14 juin dans les chemins de fer.

## Événements

### XIXesiècle
- 1891 : en Suisse, dans le canton de Bâle-Campagne, un pont construit en 1875 par Gustave Eiffel sur la Birse cède sous le poids du train à Münchenstein. Le bilan est de 73 morts et 170 blessés. Il s'agit la plus grande catastrophe ferroviaire survenue en Suisse[1].

### XXesiècle
- 1925. France : ouverture de la ligne Crozon - Camaret-sur-Mer sur le Réseau breton.

### XXIesiècle
- 2006. Algérie : Alstom a annoncé qu'elle avait décroché un contrat pour la construction de la première ligne du tramway d'Alger, une cinquantaine d'années après la fermeture du premier réseau. Longue de 16,3 km, cette ligne devrait coûter 225 millions d'euros.
- 2008. France : Prolongement de la ligne 13 du métro de Paris jusqu'à Asnières — Gennevilliers — Les Courtilles.